# Кепбанов, Ёлбарс Аждарович
Кепбанов Ёлбарс Аждарович (туркм. Kepbanow Ýolbars Aždaroviç, род. 17 ноября 1954, Ашхабад) — туркменский политик, дипломат.

## Биография
Родился в Ашхабаде в туркменской семье служащего. Отец Аждар Кепбанов занимал руководящие посты на железнодорожном транспорте.
В 1977 году окончил юридический факультет Туркменского государственного университета им. А. М. Горького.
1978—1981 годах был аспирантом в Институте государства и права АН СССР, защитил диссертацию на тему: «Правовое положение Госплана союзной республики», (Научный руководитель Муксинов И. Ш.) кандидат юридических наук. Имеет звание старшего научного сотрудника.
1991—1994 годах был слушателем в Дипломатической Академия МИД России, Институте дипломатии и международных отношений (Малайзия) и Институте международных отношений (Голландия).
1977—1991 годах проработал младшим и старшим научным сотрудником, заведующим отделом в Институте философии и права Академии наук Туркменистана.
1994—2001 годах работал в Министерстве иностранных дел Туркменистана, 1994—1996 годах — начальник международно-правового отдела. С 1996 по 2001 год — заместитель министра.
В 1992—2001 годах Член Конституционной комиссии Туркменистана.
1996—2001 Руководитель специальной рабочей группы по правовому статусу Каспийского моря.
В 2000—2001 годах директор Национального института демократии и прав человека при Президенте Туркменистана.
Специализируется в области государственного, административного, международного и экологического права. Имеет более 120 научных работ (книги, статьи и др.).
В 2001 г., освобожден от должности по состоянию здоровья. В настоящее время занимается научной работой.

## Награды
- «За любовь к Отчеству»
- «Гайрат» («Храбрость»)